# Ramganj Mandi
Ramganj Mandi é uma cidade e um município no distrito de Kota, no estado indiano de Rajasthan.

## Demografia
Segundo o censo de 2001, Ramganj Mandi tinha uma população de 30,984 habitantes. Os indivíduos do sexo masculino constituem 53% da população e os do sexo feminino 47%. Ramganj Mandi tem uma taxa de literacia de 68%, superior à média nacional de 59.5%: a literacia no sexo masculino é de 75% e no sexo feminino é de 60%. Em Ramganj Mandi, 16% da população está abaixo dos 6 anos de idade.